# Ред и закон (6. сезона)
Шеста сезона серије Ред и закон је премијерно емитована на каналу НБЦ од 20. септембра 1995. године до 22. маја 1996. године и броји 23 епизоде.

## Опис
Реј Кертис (Бенџамин Брет) заменио је Мајка Логана (Крис Нот) на место млађег детектива. После ове промене, Стивен Хил (окружни тужилац Адам Шиф) остао је последњи члан главне поставе из прве сезоне. Хил није био члан изворне главне поставе јер је његов лик заменио окружног тужиоца Алфреда Вентворта ког је тумачио Рој Тајнс у пробној епизоди "Свима омиљени порезни обвезник". Пол Робинет (Ричард Брукс) се вратио у епизоди "Притвор" у којој се први пут појавио у гостујући после напуштања главне поставе након треће сезоне.

## Улоге

### Главне
- Џери Орбак као Лени Бриско
- Бенџамин Брет као Реј Кертис
- Ш. Епата Меркерсон као Анита ван Бјурен
- Сем Вотерстон као ИПОТ Џек Мекој
- Џил Хенеси као ПОТ Клер Кинкејд
- Стивен Хил као ОТ Адам Шиф

### Епизодне
- Ричард Брукс као Пол Робинет (Епизода 14)
- Керолин Мекормик као др Елизабет Оливет (Епизоде 5-6, 8, 16, 19, 21-23)

## Епизоде
| Бр. у серији | Бр. у сезони | Назив            | Редитељ            | Сценариста                                                                         | Пpемијерно емитовање | Пpод. код | Гледаност у САД-у (милиони) |
| --- | ------------ | ---------------- | ------------------ | ---------------------------------------------------------------------------------- | -------------------- | --------- | --------------------------- |
| 112 | 1            | "Горки плодови"  | Константин Макрис  | Рене Балкер и Џереми Р. Литмен                                                     | 20. септембар 1995.  | K0105     | 17.30                       |
| Бриско и његов нови ортак детектив Рејналдо Кертис истражује убиство Џоди Гејнс, девојке која је нестала између школе и музичке школе, а замућени снимак са банкомата им је траг. |              |                  |                    |                                                                                    |                      |           |                             |
| 113 | 2            | "Побуњеници"     | Ед Шерин           | Синоопис: Сузан О’Мали и Ед Зукерман Сценарио: Сузан О’Мали                        | 27. септембар 1995.  | K0106     | 13.70                       |
| Бриско и Кертис тешко проналазе сведоке сараднике док истражују убиство Томаса Бела, студента у грубом бајкерском бару. |              |                  |                    |                                                                                    |                      |           |                             |
| 114 | 3            | "Дивљаци"        | Џејс Александер    | Морган Гендел, Бери М. Шолник и Мајкл С. Чернучин                                  | 18. октобар 1995.    | K0103     | 14.70                       |
| Мекој и Кинкејдова сукобљавају се због смртне казне јер Мекој кривично гони Пола Сендига, човека који је убио Бобија Крофта, полицајца на тајном задатку током хапшења растурача дроге. |              |                  |                    |                                                                                    |                      |           |                             |
| 115 | 4            | "Опасност"       | Кристофер Мисијано | Рене Балкер и Џереми Р. Литмен                                                     | 1. новембар 1995.    | K0107     | 15.00                       |
| Смрт уредника Едија Никодоса открива породични спор због породичног посла. Детективи откривају да је жртвин брат Питер покушао да окаља жртви углед и посао како би стекао нове странке за свој конкурентски посао, али када је утврђено да су форензички докази неприхватљиви, Мекој и Кинкејдова морају да се усредсреде на свој случај што доводи до случаја супругиног брата, заштитнички настројене главе породице и подмићеног судије Едгара Хајнса. |              |                  |                    |                                                                                    |                      |           |                             |
| 116 | 5            | "Врела потера"   | Луис Х. Голд       | Ед Зукерман и Морган Гендел                                                        | 8. новембар 1995.    | K0110     | 17.10                       |
| Када су детективи решили низ убистава које је починила мушко-женска екипа, Мекој мора да утврди да ли је Лесли Харлан, чланица екипе невољна таокиња или својевољна учесница у злочинима. |              |                  |                    |                                                                                    |                      |           |                             |
| 117 | 6            | "Параноја"       | Фред Гербер        | Мајкл С. Чернучин                                                                  | 15. новембар 1995.   | K0104     | 16.70                       |
| Бриско и Кертис покушавају да реше убиство раднице кад се графички опис појавио на интернету, а Мекој се нашао суочен против заступника који нерадо открива делове прошлости своје странке. |              |                  |                    |                                                                                    |                      |           |                             |
| 118 | 7            | "Понижење"       | Метју Пен          | Мајкл С. Чернучин и Бери М. Шолник                                                 | 22. новембар 1995.   | K0111     | 19.20                       |
| Истрага убиства проститутке доводи до ожењеног пластичног хирурга као очигледног осумњиченог, али Кинкејдова наслућује да је у игри сложена намештаљка. |              |                  |                    |                                                                                    |                      |           |                             |
| 119 | 8            | "Анђео"          | Артур В. Форни     | Мајкл С. Чернучин и Џенис Дајмонд                                                  | 29. новембар 1995.   | K0114     | 17.00                       |
| Мајка која тврди да јој је дете отето док је била на исповести реконструише своја кретања и поступке са Кертисом што покреће правна питања касније када њен је њен заступник извео јединствену одбрану. |              |                  |                    |                                                                                    |                      |           |                             |
| 120 | 9            | "Крвава клетва"  | Константин Макрис  | Синопис: И. Ч. Рапопорт Сценарио: Рене Белкер и И. Ч. Рапопорт                     | 3. јануар 1996.      | K0109     | 18.70                       |
| Скривена противсемитска порука у средњошколском таблу открива траг за убиство наставника ликовне уметности и доводи до случаја који се поклапа са Мекојем против "заступника клана" Роја Пејна. |              |                  |                    |                                                                                    |                      |           |                             |
| 121 | 10           | "Робијаш"        | Џејс Александер    | Рене Балкер и Елејн Лозер                                                          | 10. јануар 1996.     | K0113     | 15.60                       |
| Жртва у случају силовања старом 30 година и убодања је остала запрепашћена када је податак који су добили Бриско и Кертис створио могућност новог суђења починиоцу. |              |                  |                    |                                                                                    |                      |           |                             |
| 122 | 11           | "Корпус деликти" | Кристофер Мисијано | Ед Зукерман и Бери М. Шолник                                                       | 17. јануар 1996.     | K0115     | 17.40                       |
| Смрт изложбеног коња доводи до суђења које укључује превару у осигурању, тајну операцију и нестанак богате жене. |              |                  |                    |                                                                                    |                      |           |                             |
| 123 | 12           | "Пехар"          | Марта Мичел        | Синопис: Џереми Р. Литмен Сценарио: Ед Зукерман и Џереми Р. Литмен                 | 31. јануар 1996.     | K0114     | 17.30                       |
| Мекој открива да му каријера виси о концу када га је бивша помоћница и бивша љубавница оптужила за прикривање доказа који су помогли да се невин човек стрпа у затвор. |              |                  |                    |                                                                                    |                      |           |                             |
| 124 | 13           | "Љупки град"     | Ед Шерин           | Мајкл С. Чернучин и Хорге Замакона                                                 | 7. фебруар 1996.     | K0116     | 19.40                       |
| Напад плином у метроу сличан оном који се догодио у цркви у Балтимору пет година раније доводи детективе одељења за убиства из Балтимора Тима Бејлиса и Френка Пемблтона у Њујорк да помогну Бриску и Кертису у хапшењу главног осумњиченог за оба догађаја. |              |                  |                    |                                                                                    |                      |           |                             |
| 125 | 14           | "Старатељство"   | Константин Макрис  | Синопис: Морган Гендел Сценарио: Рене Балкер и Морган Гендел                       | 21. фебруар 1996.    | K0117     | 14.70                       |
| Пол Робинет ставља саставна суђење када брани младу црнкињу оптужену за отмицу рођеног детета од усвојитеља белаца. |              |                  |                    |                                                                                    |                      |           |                             |
| 126 | 15           | "Бис"            | Метју Пен          | Ед Зукерман и Ѕонатан Р. Литмен                                                    | 28. фебруар 1996.    | K0120     | 15.10                       |
| За жену која је убијена док је трчала Централним парком испоставило се да је друга супруга бившег власника комеди клуба Мајкла Добсона који је ослобођен кривице за убиство своје прве жене. Осуђивање овог пута може зависити од проналаска колумбијске кованице која је коришћена у подземној железници и мафијаша који би могао бити умешан. |              |                  |                    |                                                                                    |                      |           |                             |
| 127 | 16           | "Спаситељ"       | Дејвид Плат        | Мајкл С. Чернучин и Бери М. Шолник                                                 | 13. март 1996.       | K0121     | 15.90                       |
| Директор огласа постаје главни осумњичени када су му супруга и син убијени, а ћерка рањена у ноћи за коју тврди да ју је провео у пијући. |              |                  |                    |                                                                                    |                      |           |                             |
| 128 | 17           | "Обмана"         | Винсент Мисијано   | Рене Балкер и Еди Фелдмен                                                          | 27. март 1996.       | K0118     | 15.30                       |
| Када је једна млада заступница убијена убрзо пошто је одлучила да поднесе тужбу за сексуално узнемиравање против свог послодавца, Бриско и Кертис убрзо откривају да наводни силоватељ и његова супруга имају одличну побуду за убиство. |              |                  |                    |                                                                                    |                      |           |                             |
| 129 | 18           | "Искупљење"      | Марта Мичел        | Синопис: Морган Гендел Сценарио: Ед Зукерман и Морган Гендел                       | 10. април 1996.      | K0123     | 16.20                       |
| Истрага о убиству манекенке која воли кокаин и забаве усредсређује се на мушкарце у њеном животу - власника ноћног клуба, кошаркаша, фотографа и возача лимузине. |              |                  |                    |                                                                                    |                      |           |                             |
| 130 | 19           | "Робље"          | Џејс Александер    | Рене Балкер и Елејн Лозер                                                          | 21. април 1996.      | K0122     | 12.70                       |
| У жену је пуцано док је спавала, а истрага доводи полицију до дечака кога га је мајка зависница поверила на чување растурачу дроге. |              |                  |                    |                                                                                    |                      |           |                             |
| 131 | 20           | "Другарице"      | Кристофер Мисијано | Синопис: Ед Зукерман и Сузан О’Мали Сценарио: Ед Зукерман и Џонатан Р. Литмен      | 1. мај 1996.         | K0124     | 13.60                       |
| Након проналаска тела студенткиње, детективи траже силоватеља у студентском дому, али извештај специјалисте судске медицине усмерава их на други пут који укључује проституцију. |              |                  |                    |                                                                                    |                      |           |                             |
| 132 | 21           | "Самозаступање"  | Луис Х. Голд       | Рене Балкер и И. Ч. Рапопорт                                                       | 8. мај 1996.         | K0119     | 14.60                       |
| Истрага вишеструких убистава у бутику доводи до хапшења шизофреничара који представља Мекоју страшног противника када је одлучио да сам себе заступа. |              |                  |                    |                                                                                    |                      |           |                             |
| 133 | 22           | "Носталгија"     | Метју Пен          | Синопис: Бери М. Шолник и Елејн Лозер Сценарио: Мајкл С. Чернучин и Бери М. Шолник | 15. мај 1996.        | K0126     | 17.30                       |
| Када је беба пронађена мртва у својој колевци, утврђено је да је отрована, а сви докази указују на дететову дадиљу. |              |                  |                    |                                                                                    |                      |           |                             |
| 134 | 23           | "Последица"      | Марта Мичел        | Синопис: Џенис Дајмонд Сценарио: Мајкл С. Чернучин и Џенис Дајмонд                 | 22. мај 1996.        | K0125     | 15.00                       |
| Пошто су били сведоци погубљења злочинца којег су извели пред лице правде, јединствена реаговања Бриска, Кертиса, Мекоја и Кинкејдове на догађај кулминирали су личном трагедијом за сваког од њих. |              |                  |                    |                                                                                    |                      |           |                             |

## Напомена
1. ↑  Ово је први део дводелне епизоде "Љупки град" која се завршава у серији "Одељење за убиства: Живот на улици".